# Тайфунник реюньйонський
Тайфу́нник реюньйонський (Pterodroma baraui) — вид буревісникоподібних птахів родини буревісникових (Procellariidae). Мешкає в Індійському океані.

## Опис
Реюньйонський тайфунник — морський птах середнього розміру, середня довжина якого становить 38 см, розмах крил 96 см, вага 433 г. Лоб у нього білий, верхня частина голови чорна, верхня частина тіла сірувато-коричнева. Покривні пера крил мають світлі кінчики, що формують лускоподібний візерунок, на крилах є темний М-подібний візерунок. Хвіст темний. Підборіддя, горло і решта нижньої частини тіла білі, за винятком сірих плям на грудях з боків і на боках. Нижня сторона крил біла з темними краями, від згину крила до його середини ідуть темні смуги. Дзьоб чорний, лапи рожеві, знизу чорні.

## Поширення і екологія

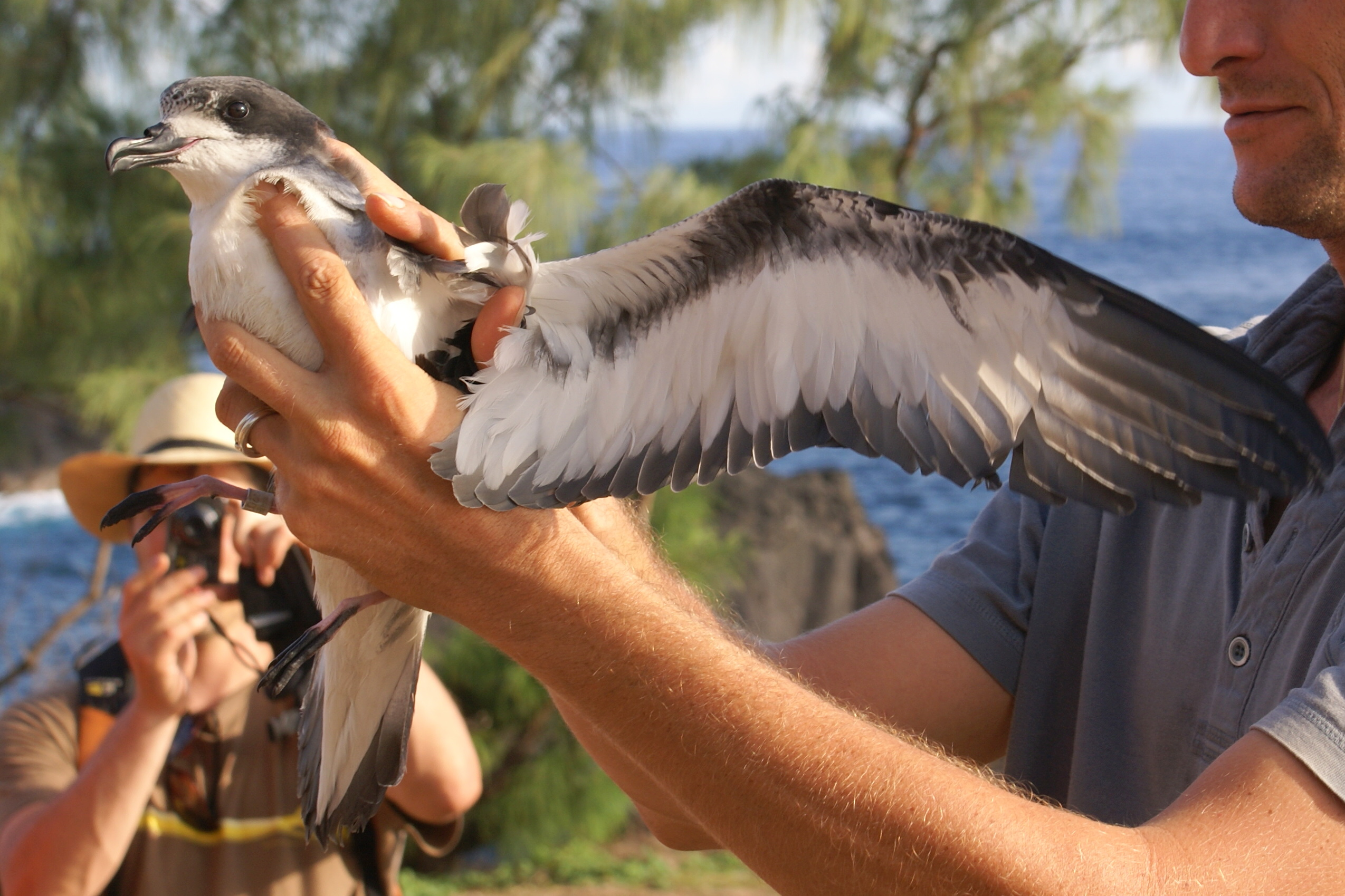
Молодий реюньйонський тайфунник

Реюньйонські тайфунники гніздяться на острові Реюньйон, на схилах вулканів Пітон-де-Неж і Гранд-Бенар. Також гніздування цього птаха було зафіксоване на острові Родригес. Під час негніздового періоду вони широко зустрічаються в тропічній частині Індійського океану, від Південно-Африканської Республіки і Мадагаскара до Західної Австралії.
Реюньйонські тайфунники ведуть пелагічний спосіб життя, живляться дрібною рибою (довжиною до 10 см) і кальмарами. Вони зустрічаються поодинці або невеликими зграями, часто разом зі строкатими крячками і реюньйонськими буревісниками. Птахи гніздяться на вулканічних схилах, місцями порослих Erica reunionensis, на висоті від 2500 до 2800 м над рівнем моря. Вони прибувають до місць гніздування на початку вересня, виліт у море перед відкладанням яйця відбувається в жовті, а відкладання яєць відбувається в листопаді. Пташенята вилуплюються приблизно через 55 днів, наприкінці гнудня-на початку січня. Вони покидають гніздо через 100-120 днів після вилуплення, протягом всього квітня.
Перед гніздування і насиджуванням яєць реюньйонські тайфунники здійснюють тривалі перельоти за їжею до південноафриканського шельфу і мілин Волтерс, у 100 км на південь від острова Мадагаскар. При догляді за пташенятами, птахи притримуються подвійної стратегії з добування їжі з чергуванням коротких (2-3 дні) польотів навколо острова Реюньйон і більш тривалих (10-14 днів) перельотів на південь від Мадагаскару.

## Збереження
МСОП класифікує цей вид як такий, що перебуває під загрозою зникнення. За оцінками дослідників, загальна популяція реюньйонських тайфунників становить від 30 до 40 тисяч дорослих птахів. Їм загрожує хижацтво з боку інтродукованих хижих ссавців, зокрема кішок і щурів.